# Samo Vidovič
Samo Vidovič, slovenski nogometaš, * 24. september 1968, Črna na Koroškem.
Vidovič je nekdanji profesionalni nogometaš, ki je igral na položaju napadalca. V svoji karieri je igral za slovenske klube Ljubljano, Korotan Prevalje, Rudar Velenje, Domžale, Dravograd in Celje ter ob koncu kariere za avstrijske SAK Celovec, DSG Sele/Zell in Eberndorfer AC. Skupno je v prvi slovenski ligi odigral 255 tekem in dosegel 65 golov. Junija 1991 je nastopil na neuradni prijateljski tekmi slovenske reprezentance proti hrvaški.